# یانکوب میته
یانکوب میته (انگلیسی: Yancoub Meité؛ زادهٔ ۱۰ فوریهٔ ۱۹۹۰) بازیکن فوتبال اهل ساحل عاج است.
از باشگاه‌هایی که در آن بازی کرده‌است می‌توان به باشگاه فوتبال کن، باشگاه فوتبال سیون، باشگاه فوتبال لوزان-اسپورت، و باشگاه فوتبال استراسبورگ اشاره کرد.
وی همچنین در تیم‌های ملی فوتبال تیم ملی فوتبال زیر 20 سال ساحل عاج و تیم ملی فوتبال زیر 23 سال ساحل عاج بازی کرده‌است.